# Sheboygan Red Skins 1941-1942
La stagione 1941-42 degli Sheboygan Red Skins fu la 4ª nella NBL per la franchigia.
Gli Sheboygan Red Skins arrivarono quinti nella regular season con un record di 10-14, non qualificandosi per i play-off.

## Roster
| N° | Naz.                   | Ruolo | Sportivo            | Anno | Alt. | Peso |
| -- | ---------------------- | ----- | ------------------- | ---- | ---- | ---- |
|    | Stati Uniti (bandiera) | AC    | Ed Dancker          | 1914 | 201  | 91   |
|    | Stati Uniti (bandiera) | GA    | Rube Lautenschlager | 1915 | 191  | 86   |
|    | Stati Uniti (bandiera) | A     | Paul Sokody         | 1914 | 188  | 77   |
|    | Stati Uniti (bandiera) | GA    | Bill McDonald       | 1916 | 191  | 86   |
|    | Stati Uniti (bandiera) | G     | Ken Suesens         | 1916 | 185  | 79   |
|    | Stati Uniti (bandiera) | AC    | George Hesik        | 1913 | 188  | 88   |
|    | Stati Uniti (bandiera) | A     | Thermon Blacklidge  | 1920 | 191  | 84   |
|    | Stati Uniti (bandiera) | GA    | Charlie Epperson    | 1919 | 188  | 77   |
|    | Stati Uniti (bandiera) | GA    | Babe Ziegenhorn     | 1918 | 183  | 84   |
|    | Stati Uniti (bandiera) | G     | Paul Maki           | 1918 | 185  | 79   |
|    | Stati Uniti (bandiera) | AC    | Jack Thornton       | 1914 | 196  | 91   |

## Staff tecnico
- Allenatore: Frank Zummach